# Affluents de la Nive
Les principaux affluents de la Nive se répartissent selon les douze zones hydrographiques comme suit :
Abréviations : (G) ou (rg) Affluent rive gauche ; (D) ou (rd) Affluent rive droite ; (CP) Cours principal, signale le nom donné à une partie du cours d'eau prise en compte dans le calcul de sa longueur.
zone 1 :
- (D) Iparragerreko erreka, 3.1 km, du vallon d'Antzola et de l'Errozate
- (G) Orioneko erreka, 7.5 km, d'Arnoztegi
- (D) Zorrotzarreko erreka
- (D) Azkondegiko erreka
- (G) Bihurriko erreka

zone 2 :
- (D) Ezterrengibeleko erreka, 12.2 km, composé des :
  - (CP) Gasnategiko erreka, d'Irau
    - (D) Xirripitzeako erreka, 3.2 km, d'Astakieta

  - (G) Intzarrazkiko erreka, 7 km, d'Arranohegi
- (G) Mendiolako erreka, 6.7 km, du vallon de Harxuri
- (D) Ur Txipia, 4.4 km, du Handiaga

zone 3 (Nive de Béhérobie + Laurhibar) :
- (D) Laurhibar

zone 4 :
- (G) Nive d'Arnéguy, env 25 km dont 20,8 en France, du col d'Ibañeta
- (G) Ithurrixetako erreka, de Hiribehere (Lasse),
- (G) le Berroko erreka, d'Irouléguy,
- (D) Pagolako erreka, 1 km, de Galharbe
- (D) Ekolako erreka, de l'Arradoy (660 m)
- (D) Latsa, de l'Antzeta (433 m)
- (D) Pagaleko erreka, 3.2 km, de l'Antzaramendi

zone 5 :
- (G) Nive des Aldudes
- (G) Mindurriko erreka, 2.5 km, de Saint-Martin-d'Arrossa

zone 6 :
- (D) Laka, de Suhescun et Irissarry
- (D) Eslanguko erreka, 1.2 km
- (D) Azketako erreka, 2.1 km, du Haltzamendi
- (D) Aranteko erreka, 4.2 km, du Baïgura

zone 7 :
- (G) Baztan, d'Aritzakun et Bidarray
  - (D) Urritzateko erreka
- (D) Legatze, de l'Adarre, entre Bidarray et Louhossoa

zone 8 :
- (D) la Mouline, 8.8 km, de Mendionde à Louhossoa
- (G) Erreka handia, né Erreka gaitz

zone 9 :
- (G) Laxia ou Leizarraga, 7.8 km, d'Itxassou
- (G) Basaburuko erreka, 4.4 km, d'Itxassou

zone 10 :
- (D) Arkatzeko erreka, d'Urcuray
- (D) Larrasteko erreka, 4.1 km, de Cambo-les-Bains
  - (G) Uhaneko erreka,
- (G) Haltzuia ou Haltzuietako erreka[2] ou Ur Hotxako erreka, en provenance de Haitzaga (Espelette)

zone 11 :
- (G) le Latsa, 14.8 km, d'Espelette
- (G) le Latsa, 7.8 km, de Jatxou
  - (D) Mahats Xuriko erreka, 2.3 km
  - (D) Harrobiko erreka[3], entre Jatxou et Halsou
- (D) Hardako erreka[4], 3 km
- (G) l'Antzara, 8.4 km, des landes de Saint-Pée-sur-Nivelle

zone 12 :
- (G) Urdaintzeko erreka[5] ou Barberako erreka, 7.5 km, d'Ustaritz (Sainte-Barbe)
  - (G) Harrietako erreka, 2.6 km, d'Arcangues
- (D) ruisseau de Hillans, 10.9 km, de Jatxou